# Mònaco al Festival de la Cançó d'Eurovisió
Mònaco ha participat en el Festival de la Cançó d'Eurovisió des de 1959. La primera i única victòria del país va ser en 1971, quan Séverine va interpretar «Un banc, un arbre, une rue». En 1972, a causa de problemes per trobar un recinte apropiat, Mònaco no va organitzar el festival. Donada aquesta situació, és l'únic país que ha guanyat el festival però mai l'ha organitzat. La seva puntuació mitjana és de 32,6 punts.
Des de 1980 fins a 2003, Mònaco no va participar en el festival. Hi va tornar en 2004 i va seguir fins al 2006. No obstant això, no va aconseguir classificar-se a la final en cap de les tres ocasions. El 2004, els resultats del televot de Mònaco van ser declarats invàlids per no tenir la quantitat mínima de vots requerida. Des de llavors, sempre s'utilitza un jurat.
La seva última candidatura, en 2006, va obtenir un 21è lloc en la semifinal amb 14 punts. La cançó, «La coco-dance», va ser interpretada per Séverine Ferrer. Aquesta cançó va usar l'idioma tahitià per primera vegada al Festival.
Mònaco no va participar en 2007 citant el vot regional com a raó, ja que no li donen oportunitat al país de passar a la ronda final. No obstant això, segueix transmetent-lo. A pesar que es troba al sud d'Europa, la seva grandària impedeix que tingui relacions veïnals fortes i influents, fet que dona com a resultat que les seves últimes participacions no rebessin altes puntuacions, ni tan sols de França. De nou es va reconsiderar l'opció de reintegrar-s'hi en 2008 quan es va anunciar que hi hauria dues rondes semifinals, però al final va decidir abstenir-se per la mateixa raó que l'any anterior.
La cadena monegasca, TMC, va considerar la participació de Mònaco al certamen europeu de l'any 2013, encara que el cap de la delegació de la televisió del país, Phil Bosco, va negar aquesta notícia.
Mònaco, un dels països històrics, porta sense participar des de 2006 i ha aconseguit en 16 ocasions el TOP-10 dins d'una gran final.

## Participacions
Llegenda
| Any                                   | Seu         | Artista                           | Cançó                                  | Final                | Punts                | Semifinal                 | Punts                     |
| ------------------------------------- | ----------- | --------------------------------- | -------------------------------------- | -------------------- | -------------------- | ------------------------- | ------------------------- |
| 1959                                  | Canes       | Jacques Pills                     | «Mon ami Pierrot»                      | 11                   | 1                    | No va haver-hi semifinals | No va haver-hi semifinals |
| 1960                                  | Londres     | François Deguelt                  | «Ce soir-là»                           | 3                    | 15                   | No va haver-hi semifinals | No va haver-hi semifinals |
| 1961                                  | Canes       | Colette Deréal                    | «Allons, allons les enfants»           | 10                   | 6                    | No va haver-hi semifinals | No va haver-hi semifinals |
| 1962                                  | Luxemburg   | François Deguelt                  | «Dis rien»                             | 2                    | 13                   | No va haver-hi semifinals | No va haver-hi semifinals |
| 1963                                  | Londres     | Françoise Hardy                   | «L'amour s'en va»                      | 5                    | 25                   | No va haver-hi semifinals | No va haver-hi semifinals |
| 1964                                  | Copenhaguen | Romuald                           | «Où sont-elles passées?»               | 3                    | 15                   | No va haver-hi semifinals | No va haver-hi semifinals |
| 1965                                  | Nàpols      | Marjorie Noël                     | «Va dire à l'amour»                    | 9                    | 7                    | No va haver-hi semifinals | No va haver-hi semifinals |
| 1966                                  | Luxemburg   | Tereza                            | «Bien plus fort»                       | 17                   | 0                    | No va haver-hi semifinals | No va haver-hi semifinals |
| 1967                                  | Viena       | Minouche Barelli                  | «Boum-badaboum»                        | 5                    | 10                   | No va haver-hi semifinals | No va haver-hi semifinals |
| 1968                                  | Londres     | Line & Willy                      | «A chacun sa chanson»                  | 7                    | 8                    | No va haver-hi semifinals | No va haver-hi semifinals |
| 1969                                  | Madrid      | Jean Jacques                      | «Maman, maman»                         | 6                    | 11                   | No va haver-hi semifinals | No va haver-hi semifinals |
| 1970                                  | Amsterdam   | Dominique Dussault                | «Marlène»                              | 8                    | 5                    | No va haver-hi semifinals | No va haver-hi semifinals |
| 1971                                  | Dublín      | Séverine                          | «Un banc, un arbre, une rue»           | 1                    | 128                  | No va haver-hi semifinals | No va haver-hi semifinals |
| 1972                                  | Edimburg    | Anne-Marie Godart & Peter MacLane | «Comme on s'aime»                      | 16                   | 65                   | No va haver-hi semifinals | No va haver-hi semifinals |
| 1973                                  | Luxemburg   | Marie                             | «Un train qui part»                    | 8                    | 85                   | No va haver-hi semifinals | No va haver-hi semifinals |
| 1974                                  | Brighton    | Romuald                           | «Celui qui reste et celui qui s'en va» | 4                    | 14                   | No va haver-hi semifinals | No va haver-hi semifinals |
| 1975                                  | Estocolm    | Sophie                            | «Une chanson c'est une lettre»         | 13                   | 22                   | No va haver-hi semifinals | No va haver-hi semifinals |
| 1976                                  | La Haia     | Mary Christy                      | «Toi, la musique et moi»               | 3                    | 93                   | No va haver-hi semifinals | No va haver-hi semifinals |
| 1977                                  | Londres     | Michèle Torr                      | «Une petite française»                 | 4                    | 96                   | No va haver-hi semifinals | No va haver-hi semifinals |
| 1978                                  | París       | Caline et Olivier Toussaint       | «Les jardins de Monaco»                | 4                    | 107                  | No va haver-hi semifinals | No va haver-hi semifinals |
| 1979                                  | Jerusalem   | Laurent Vaguener                  | «Notre vie c'est la musique»           | 16                   | 12                   | No va haver-hi semifinals | No va haver-hi semifinals |
| No hi va participar entre 1980 i 2003 |             |                                   |                                        |                      |                      |                           |                           |
| 2004                                  | Istanbul    | Maryon                            | «Notre planète»                        | No es va classificar | No es va classificar | 19                        | 10                        |
| 2005                                  | Kíev        | Lise Darly                        | «Tout de moi»                          | No es va classificar | No es va classificar | 24                        | 22                        |
| 2006                                  | Atenes      | Séverine Ferrer                   | «La Coco-danse»                        | No es va classificar | No es va classificar | 21                        | 14                        |
| No hi va participar entre 2007 i 2024 |             |                                   |                                        |                      |                      |                           |                           |

## Votació de Mònaco
Fins a la seva última participació, en 2006, la votació de Mònaco ha estat:
| Més punts atorgats només en la gran final | Més punts atorgats només en la gran final | Més punts atorgats només en la gran final |
| Pos.                                      | País                                      | Punts                                     |
| ----------------------------------------- | ----------------------------------------- | ----------------------------------------- |
| 1                                         | França                                    | 99                                        |
| 2                                         | Regne Unit                                | 79                                        |
| 3                                         | Alemanya                                  | 59                                        |
| 4                                         | Itàlia                                    | 55                                        |
| 5                                         | Espanya                                   | 54                                        |

| Més punts atorgats en semifinals i final | Més punts atorgats en semifinals i final | Més punts atorgats en semifinals i final |
| Pos.                                     | País                                     | Punts                                    |
| ---------------------------------------- | ---------------------------------------- | ---------------------------------------- |
| 1                                        | França                                   | 99                                       |
| 2                                        | Regne Unit                               | 79                                       |
| 3                                        | Alemanya                                 | 59                                       |
| 4                                        | Itàlia                                   | 55                                       |
| 5                                        | Espanya                                  | 54                                       |
| 5                                        | Suïssa                                   | 54                                       |

| Més punts rebuts només en la final | Més punts rebuts només en la final | Més punts rebuts només en la final |
| Pos.                               | País                               | Punts                              |
| ---------------------------------- | ---------------------------------- | ---------------------------------- |
| 1                                  | Alemanya                           | 56                                 |
| 1                                  | Itàlia                             | 56                                 |
| 3                                  | Regne Unit                         | 55                                 |
| 4                                  | Suècia                             | 47                                 |
| 5                                  | Països Baixos                      | 46                                 |

| Més punts rebuts en semifinals i final | Més punts rebuts en semifinals i final | Més punts rebuts en semifinals i final |
| Pos.                                   | País                                   | Punts                                  |
| -------------------------------------- | -------------------------------------- | -------------------------------------- |
| 1                                      | França                                 | 60                                     |
| 2                                      | Itàlia                                 | 56                                     |
| 2                                      | Alemanya                               | 56                                     |
| 4                                      | Regne Unit                             | 55                                     |
| 5                                      | Suècia                                 | 47                                     |

## 12 punts
- Mònaco ha donat 12 punts a:

### Final (1975 - 2003)
| Any                                   | País       |
| ------------------------------------- | ---------- |
| 1975                                  | Regne Unit |
| 1976                                  | França     |
| 1977                                  | Regne Unit |
| 1978                                  | Bèlgica    |
| 1979                                  | Alemanya   |
| No hi va participar entre 1980 i 2003 |            |

| Any                                   | País                 |
| ------------------------------------- | -------------------- |
| 2004                                  | Xipre                |
| 2005                                  | Israel               |
| 2006                                  | Bòsnia i Hercegovina |
| No hi va participar entre 2007 i 2015 |                      |

| Any                                   | Jurat | Televot |
| ------------------------------------- | ----- | ------- |
| No hi va participar entre 2016 i 2020 |       |         |

| Any                                   | País                 |
| ------------------------------------- | -------------------- |
| 2004                                  | França               |
| 2005                                  | Israel               |
| 2006                                  | Bòsnia i Hercegovina |
| No hi va participar entre 2007 i 2015 |                      |

| Any                                   | Jurat | Televot |
| ------------------------------------- | ----- | ------- |
| No hi va participar entre 2016 i 2020 |       |         |